# 4080 Galinskij
4080 Galinskij (1983 PW) là một tiểu hành tinh vành đai chính được phát hiện ngày 4 tháng 8 năm 1983 bởi Karachkina, L. G. ở Nauchnyj.